# Smithsonian Institution
Smithsonian institution er USA's nationalmuseum og består af et antal museer og gallerier samt National Zoo. To museer ligger i New York og de øvrige i Washington D.C. De samlede udstillinger har mere end 142 millioner objekter. Den danske arkitekt Bjarke Ingels er blevet valgt ud til at udarbejde en masterplan for udviklingen af museet.

## Institutioner i Washington
- Anacostia Museum and Center for African American History and Culture
- Arthur M. Sackler Gallery
- Arts and Industries Building
- Freer Gallery of Art
- Hirshhorn Museum and Sculpture Garden
- Museum of African American Music
- National Air and Space Museum
- Steven F. Udvar-Hazy Center (ved Washington Dulles International Airport i Chantilly, Virginia)
- National Museum of African Art
- National Museum of American History
- National Museum of the American Indian (både i New York, NY, og Washington, DC)
- National Museum of Natural History
- National Portrait Gallery
- National Postal Museum
- National Zoo (Smithsonian National Zoological Park)
- S. Dillon Ripley Center
- Smithsonian American Art Museum
- Smithsonian Institution Building
- The National Gallery of Art er tilknyttet Smithsonian, men drives af en separat stiftelse.

## Institutioner i New York
- National Museum of the American Indian (både i New York, NY, og Washington, DC)
- Cooper-Hewitt, National Design Museum